# Joseph Horniker
Joseph Horniker (* in Lemberg) war ein österreichischer Jurist, Notar, Patentanwalt sowie „Hof- und Gerichtsadvocat“. Er war jüdischen Glaubens.

## Leben
Am 18. August 1800 wurde er als erster jüdischer Jurist an der Universität Wien zum Dr. jur. promoviert.
1808 ist er in der Liste der Pränumeranten für die am 8. Januar 1809 in Wien fertiggestellte Ausgabe der „Vollständige Sammlung der Wechselgesetze aller Länder und Handelsplätze in Europa“ des publizierenden Juristen Johann Michael Edler von Zimmerl enthalten.
Für 1837 ist belegt, dass sich seine Kanzlei an der Dorotheergasse 1118 in Wien befand.

## Notar
Ignaz Josef Pleyel (1757–1831) erwarb am 24. Januar 1827 die Vermarktungsrechte (für Frankreich) für die opp 130, 133 und 134 von Ludwig van Beethoven. Der Vertrag ist in französischer Sprache formuliert  und wurde in Gegenwart der Zeugen und Verleger Mathias Artaria (1793–1835) und Johann Traeg in Wien geschlossen und die Unterschriften durch ihn beglaubigt.

## Patentanwalt
Während seiner Tätigkeit als Patentanwalt vertrat Horniker u. a. Mandanten aus Brüssel, Colmar, Leipzig, London, Mailand, Paris und St Albans.
Zu seinen Mandanten gehörten:
- der Erfinder Robert Brooks junior in St. Albans wegen eines Patents zur Verbesserung der Konstruktion von Saiteninstrumenten[5]
- der Erfinder Jean Gabriel Isaac Grimaud de Caux (1800–1881) wegen eines Patents von 1838 auf die Entdeckung und Verbesserung des „Filtre-Fonvielle“ (nach dem Erfinder Heinrich Fonvielle benannt)[6]
- der Erfinder Frédéric Charassin, Advocat in Paris, wegen eines Patents von 1847 auf ein Verfahren zur Papierherstellung durch einen bisher nicht verwendeten Strauch[7]
- der Erfinder Heinrich Bern. Chaussenot, Ingenieur, mit einem Patent von 1835 auf die Erfindung und Verbesserung der Gasbeleuchtung[8][9][10]
- der Erfinder Camille Bernard Decker, Buchdrucker in Colmar, mit einem Patent auf die Verbesserung in der „Construction der Kutschentritte“[11]
- der Erfinder Abraham Dixon (1779–1850), Händler in Brüssel, der 1840 ein Patent auf die „Verbesserung eines Ofen“[12] und 1843 ein Patent auf eine Erfindung zum „Ziehen und Kämen von Wolle“ erhielt.[13] Weiterhin vertrat er Abraham Dixon bei dem Patent von 1845 zur „Anwendung atmosphärischer Triebkraft und in der Verfertigung von Röhren, sowohl für atmosphärische Eisenbahnen mit feststehenden Pistons und laufenden atmosphärischen Röhren als auch zu andern Zwecken“[14] sowie bei der Erfindung zur Verbesserung „an den Wagenrädern und ihres Zugehörs …, um sie in den Eisenbahnen die ausweichenden Linien nehmen zu lassen“[15]
- der Erfinder Peter Armand Grafen von Fontaine-Moreau, mit einem Patent auf die Ausfütterung von Satteln und Geschirren[16]
- der Erfinder Alexander Laferost, Handschuhhersteller in Mailand, der 1848 ein Patent auf eine mechanische Zuschneidevorrichtung für Handschuhe erhielt.[17]
- der Erfinder Johann Manby, Ingenieur in Paris, mit einem Patent von 1838 „auf die Verbesserung der Anthrazit-Kohle zur Schmelzung der Erze…“[18]